# Pătrașcu cel Bun
Pătrașcu cel Bun (... – 24 dicembre 1557) fu voivoda (principe) di Valacchia dal 1554 al 1557. Era figlio del voivoda Radu VII Paisie e padre del voivoda Michele il Coraggioso.

## Biografia
Figlio illegittimo del voivoda (principe) Radu VII Paisie, venne deportato in Egitto dagli Ottomani quando il sultano Solimano il Magnifico decise di sbarazzarsi di Radu VII (1545).
Nel marzo del 1554, Solimano scelse Pătrașcu come sostituto per il voivoda valacco Mircea V Ciobanul. Messo dai turchi sul trono dei suoi padri, Pătrașcu si guadagnò l'appellattivo di cel Bun ("il Buono") per la sua politica di conciliazione con i potenti boiari, precedentemente perseguitati da Mircea V.
Nel 1556, per ordine della Sublime porta, le forze congiunte di Pătrașcu e del voivoda di Moldavia Alexandru IV Lăpusneanu mossero contro le armate Asburgo in Transilvania. I valacco-moldavi respinsero gli austriaci e, in ottobre, ristabilirono il potere di Giovanni II d'Ungheria, protetto di Solimano (v. Piccola Guerra d'Ungheria).
Pătrașcu cel Bun morì improvvisamente il 24 dicembre 1557, probabilmente avvelenato per ordine del Gran Vizir Rustem Pascià Opuković. Venne inumato il 26 dicembre nella chiesa del Monastero di Dealu (Targoviste).

## Discendenza
Pătrașcu cel Bun ebbe una nutrita figliolanza, le cui contese per il potere concorsero ad indebolire le possibilità politico-militari della Valacchia, ormai schiacciata, come gli altri Principati danubiani, tra l'Impero ottomano e la potenza dell'Austria.
Figli avuti dall'unione con Voica, figlia di un boiaro di Slătioare:
- Vintilă di Valacchia, voivoda di Valacchia nel 1574;
- Maria, sposatasi nel febbraio del 1555 con il postelnic Tudor din Drăgoști;
- Petru II Cercel, voivoda di Valacchia 1583-1585;
- Pătrașcu, pretendente al trono di Valacchia nel 1576.

Figli illegittimi:
- Radu Florescu, figlio di Pătrașcu e di Maria de Floresti;
- Michele il Coraggioso, voivoda di Valacchia 1593-1600 e primo unificatore dei Principati danubiani, presunto figlio di Pătrașcu e di Teodora, dei Fanarioti Cantacuzini, morta in convento con il nome di Teofane nel 1606.